# 拉蒙陨石坑

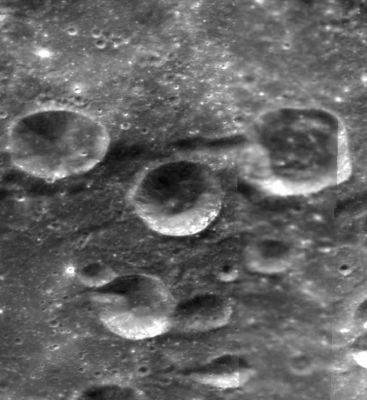
拉蒙陨石坑位于图中左上方、右上方为麦库尔陨石坑、中间是大卫·布朗陨石坑、乔娜陨石坑位于左下方，克莱门汀号拍摄。

拉蒙陨石坑（Ramon）是位于月球背面南半部的一座小撞击坑，其名称取自在哥伦比亚号航天飞机失事中罹难的以色列宇航员伊兰·拉蒙（1954年-2003年），2006年被国际天文学联合会批准接受。

## 描述
该陨坑位于巨大的阿波罗环形山坑底西南，西侧靠近迈·安德森陨石坑、北面毗邻赫斯本德陨石坑，大卫·布朗陨石坑则位于它的东南偏东面。该陨坑中心月面坐标为41°14′S 148°05′W / 41.23°S 148.08°W，直径17.23公里，深度约2.75公里。
拉蒙陨石坑外观接近圆形，东侧带有一个外突的小尖角，整体几乎未受到较大侵蚀，边缘轮廓完整清晰。其南侧和西北壁略微下凹，内侧壁平整延伸至面积不大的平坦坑底。该陨坑坑壁最大高出周边地形730米，坑内地表相对平坦，没有其它较醒目的地貌结构。

## 另请查看
- 月球陨石坑
- 行星体系命名法
- 月面学
- 月岩
- 后期重轰炸期